# Chobits Original Soundtrack 002
Chobits Original Soundtrack 002 — вторая часть саундтрека к аниме-телесериалу «Чобиты», который был создан по одноимённой манге компанией Madhouse. Ведущим автором музыки аниме-телесериала является композитор Кэйтаро Таканами (яп. 高浪 敬太郎 Таканами Кэйтаро).
Вторая половина состоящего из двух частей альбома-саундтрека. Содержит кавер-версию на открывающую тему «Let Me Be with You» в исполнении сэйю Чии (Риэ Танаки), вторую закрывающую тему «Ningyo Hime» и 18 прочих музыкальных тем сериала. Первоначально выпущен на территории Японии лейблом Victor Entertainment 2 октября 2002.
Обзор Mania.com сомневается, стоит ли слушателю углубляться в эмоциональную сторону музыки альбома. Оценённый в 3 балла из 5 диск сам по себе назван неплохим, и отмечено, что он понравится тем, кому понравился сериал.
| №   | Название | Музыка             | Длительность |
| --- | --- | ------------------ | ------------ |
| 1.  | «Better» | Кэйтаро Таканами   | 2:18         |
| 2.  | «Let me be with you» (Chii Version, вокал — Риэ Танака, слова — Катцутоси Китагава, аранжировка — «Round Table»)          | Катцутоси Китагава | 4:30         |
| 3.  | «Happy-Go-Lucky» | Кэйтаро Таканами   | 3:07         |
| 4.  | «Something funny» | Кэйтаро Таканами   | 2:29         |
| 5.  | «Fast forward» | Кэйтаро Таканами   | 3:25         |
| 6.  | «Cause and effect» | Кэйтаро Таканами   | 2:19         |
| 7.  | «They come and go» | Кэйтаро Таканами   | 3:04         |
| 8.  | «On the double» | Кэйтаро Таканами   | 2:02         |
| 9.  | «Touchy subject» | Кэйтаро Таканами   | 2:04         |
| 10. | «Play in the early afternoon» (Takako Version, вокал — Рёка Юдзуки)                                                       | Кэйтаро Таканами   | 2:52         |
| 11. | «A fly on the wall» | Кэйтаро Таканами   | 1:44         |
| 12. | «Company» | Кэйтаро Таканами   | 2:34         |
| 13. | «You never know» | Кэйтаро Таканами   | 3:07         |
| 14. | «A piece of cake» | Кэйтаро Таканами   | 2:49         |
| 15. | «In a brown study» | Кэйтаро Таканами   | 3:32         |
| 16. | «That was then» | Кэйтаро Таканами   | 2:29         |
| 17. | «Spilling salt» | Кэйтаро Таканами   | 1:35         |
| 18. | «Midnight voyage» | Кэйтаро Таканами   | 1:23         |
| 19. | «Ningyo hime/Mermaid princess» (short version, вокал — Риэ Танака, слова — Нанасэ Окава, аранжировка — Дзэнтаро Ватанабэ) | Араи Акино         | 1:54         |
| 20. | «Love of babble» (preview, вокал — Риэ Танака, слова — Кэйтаро Таканами)                                                  | Кэйтаро Таканами   | 2:35         |